# KV51
KV51 (Kings' Valley 51) è la sigla che identifica una delle tombe della Valle dei Re in Egitto; sepoltura di animali.
KV51 fa parte, con KV50 e KV52, di un gruppo noto anche come Tombe degli Animali. Al suo interno, infatti, Edward Russell Ayrton, nel 1906, rinvenne le mummie di tre scimmie, di un babbuino, di tre oche ed un ibis. 
La vicinanza con la KV35 di Amenhotep II ha fatto ipotizzare, ma nulla vale a suffragare tale ipotesi, che le tre tombe ospitassero gli animali preferiti del faraone.
È stata sottoposta a furti in antico.
|      | Cane | Scimmia | Babbuino | Oca | Ibis |
| ---- | ---- | ------- | -------- | --- | ---- |
| KV50 | 1    | 1       | -        | -   | -    |
| KV51 | -    | 3       | 1        | 3   | 1    |
| KV52 | -    | 1       | -        | -   | -    |

### Annotazioni
1. ↑  Le tombe vennero classificate nel 1827, dalla numero 1 alla 22, da John Gardner Wilkinson in ordine geografico. Dalla numero 23 la numerazione segue l’ordine di scoperta.

### Fonti
1. ↑  Theban Mapping Project
2. ↑  Nicholas Reeves e Richard Wilkinson, The complete valley of the Kings, New York, Thames & Hudson, 2000, p. 185.
3. ↑  Reeves & Wilkinson (2000), p. 185.